# Zell (Eisenberg)

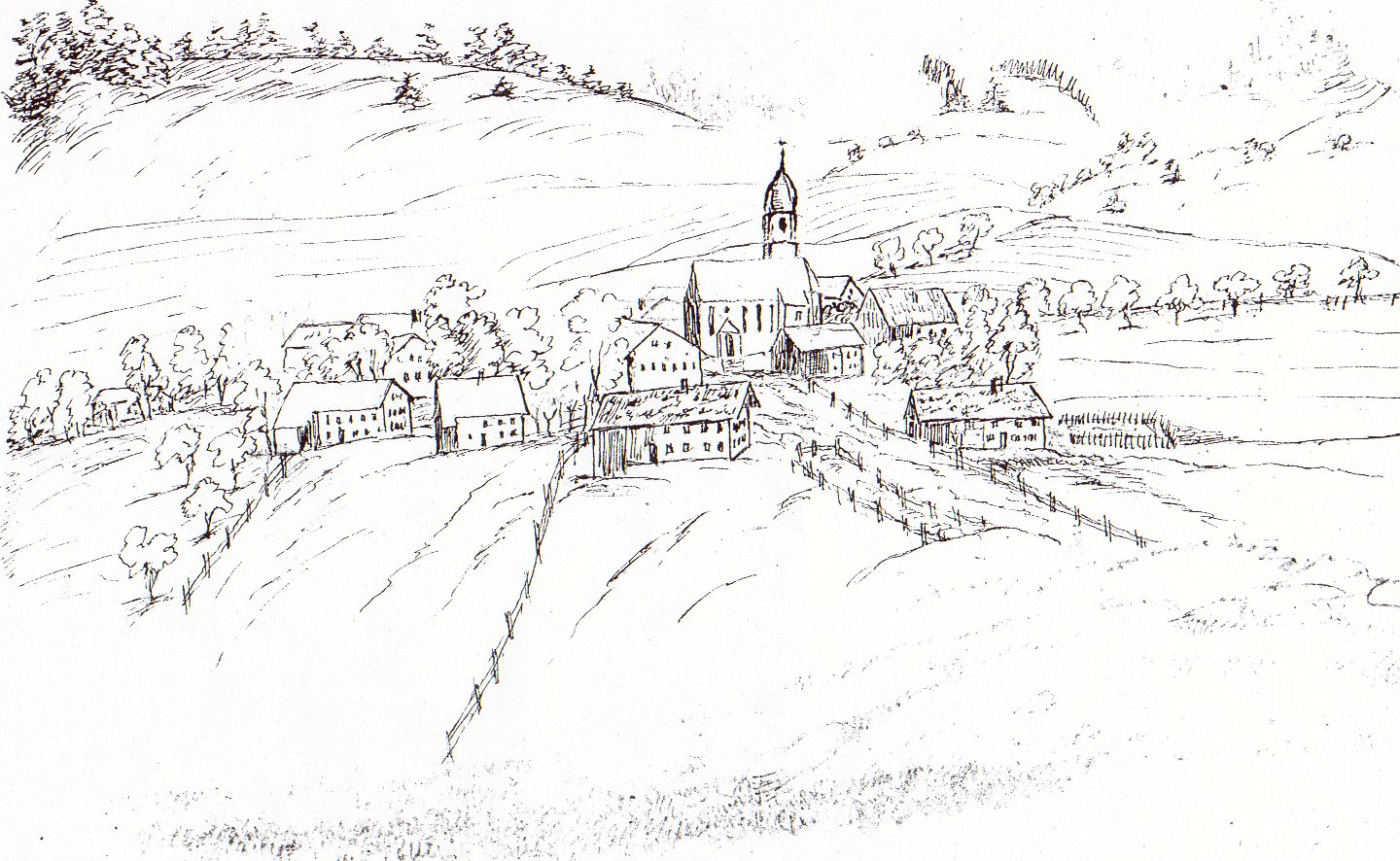
Ansicht von Zell, vor 1900

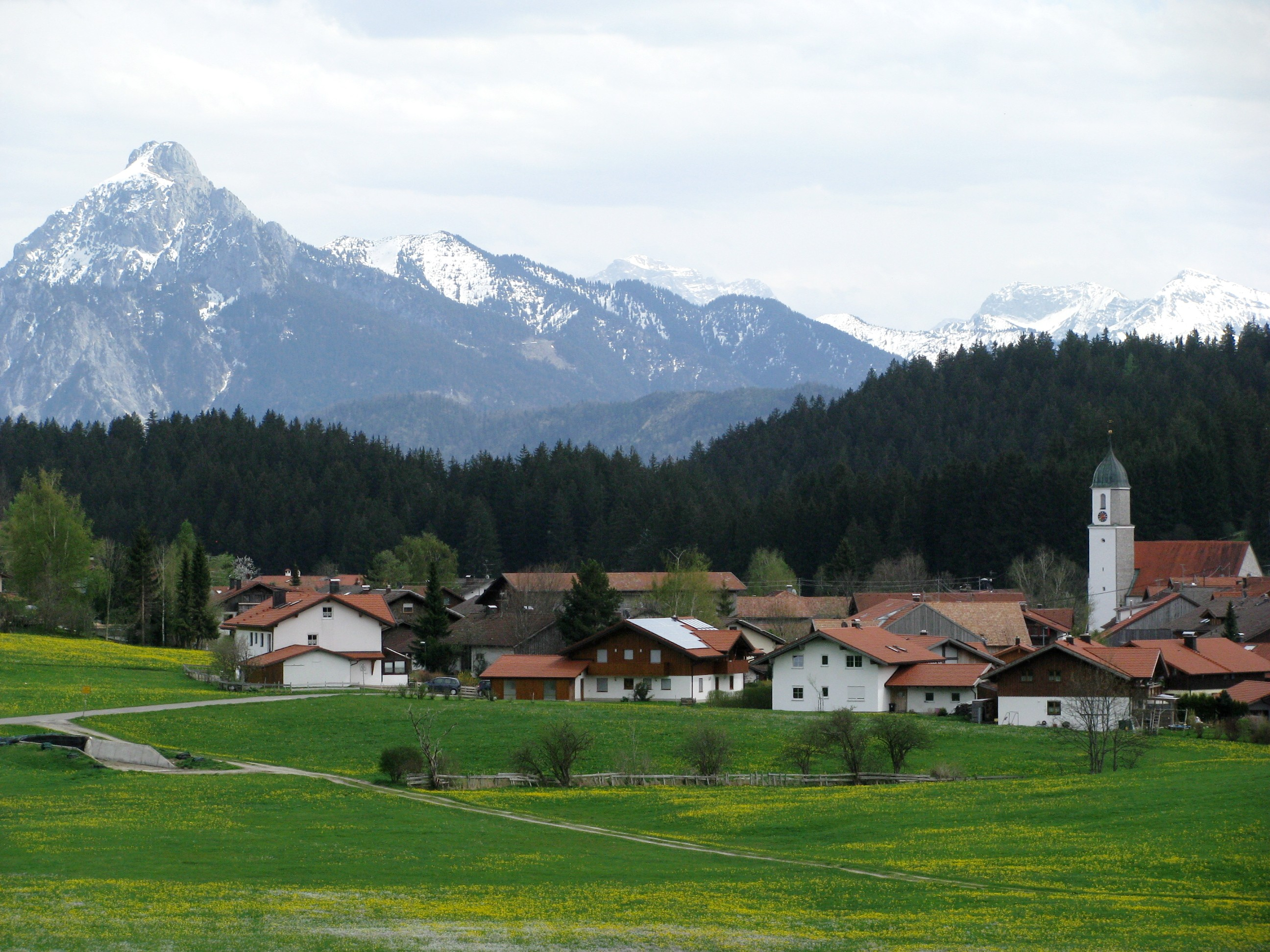
Ortsansicht von Nordwesten

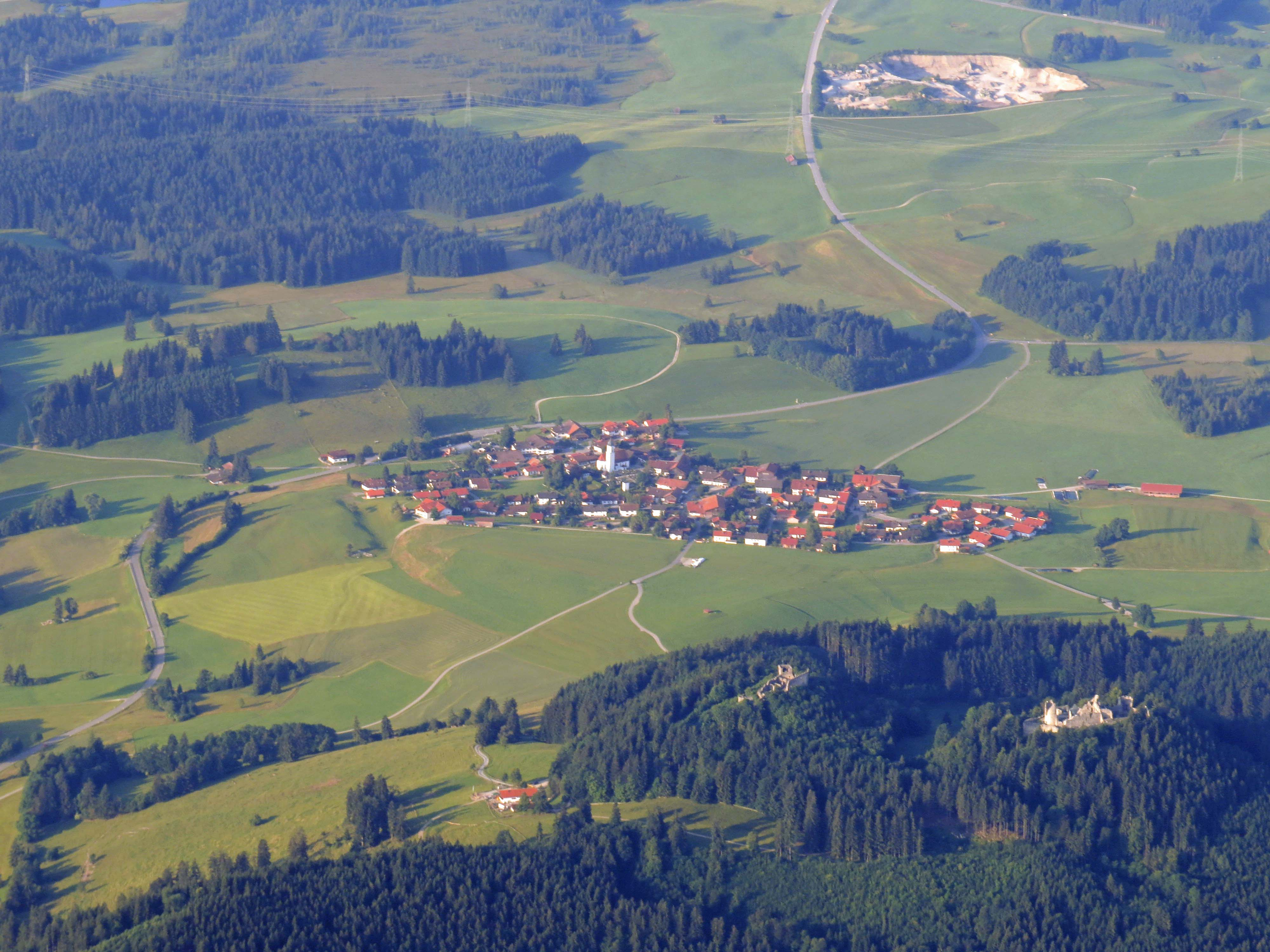
Zell – Luftansicht von Norden

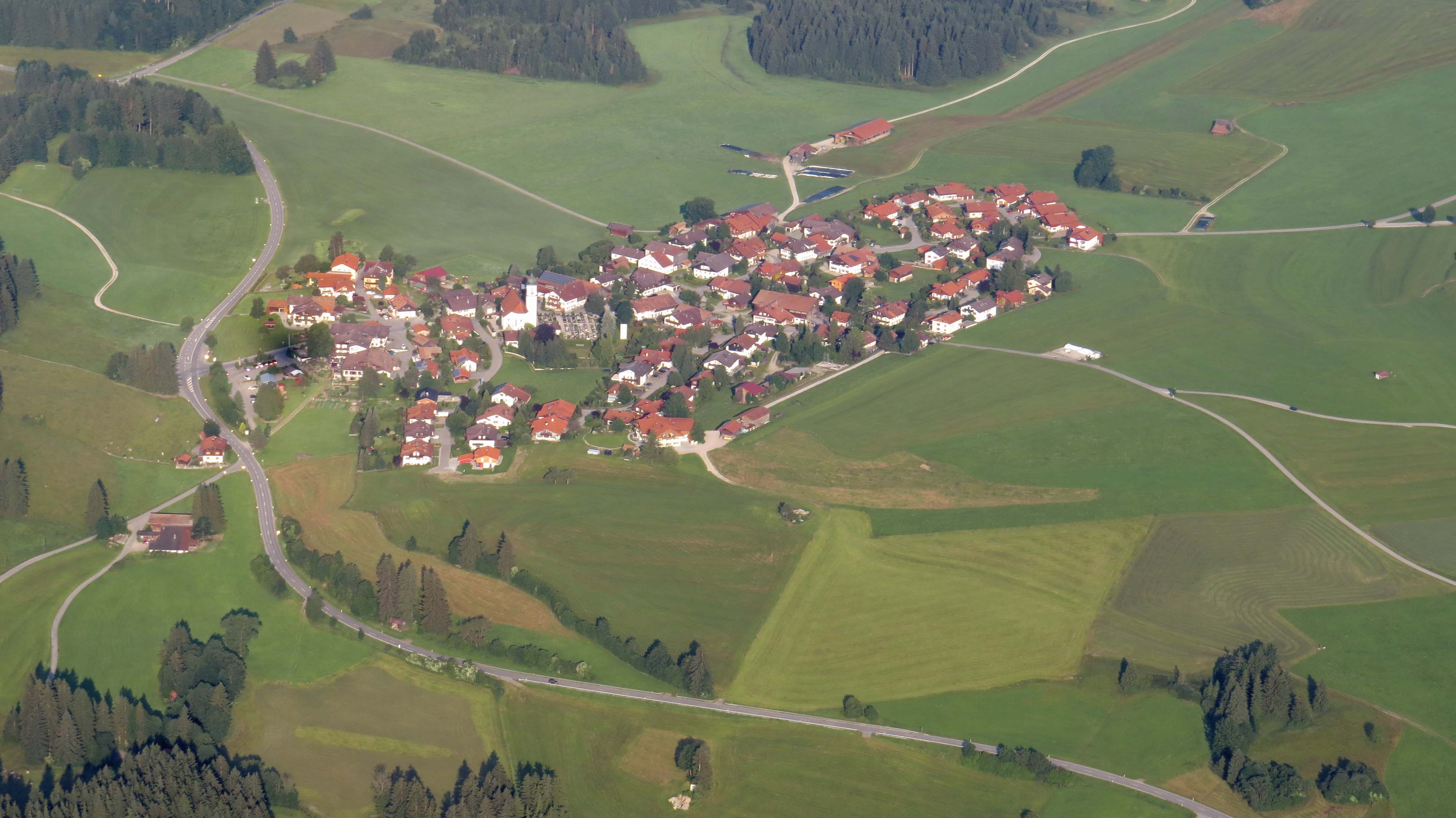
Zell (Eisenberg) – Luftansicht von Osten

Zell ist ein Ortsteil der Gemeinde Eisenberg im Landkreis Ostallgäu.

## Geschichte

### Entstehung der Ortschaft
Der Ortsname Zell ist aus ahd. cella ’Kloster, Zelle, Kammer’ abgeleitet. Er hat hier aber eine erweiterte Bedeutung, denn eine klösterliche Ansiedlung lässt sich nicht nachweisen. Der Begriff beschreibt in diesem Fall einen „Wirtschaftshof“, der vermutlich zum Bau der Burg Eisenberg angelegt wurde. Ohne diesen Stützpunkt wären der ganze Bau und die Versorgung der Arbeitskräfte unvorstellbar. Weil nach neueren Forschungen die Errichtung der Burg in die Zeit um 1315 zu datieren ist, muss dieser Wirtschaftshof auch damals entstanden sein.

### Ausbau der Ansiedlung
Von diesem ehemaligen Wirtschaftshof ist eine rege Rodungs- und Kultivierungsarbeit ausgegangen. Daran beteiligt wird auch jener Hans Morach „in der Zell“ gewesen sein, dem Anna von Freyberg-Eisenberg und ihre Söhne 1408 ein Drittelgütlein auf dem Dolden (in der Schweinegg) verkauften. Morach war der Inhaber von einem der – vermutlich – sechs Bauerngüter, die durch Teilungen bis etwa 1450 aus dem alten Siedlungskern hervorgegangen sind. Er ist der erste Zeller, den wir namentlich kennen.

### Grundherrschaft
Als Bertold von Hohenegg 1382 sein „Eigentum“, nämlich die Burg Eisenberg samt Zugehör, dem Herzog Leopold III. von Österreich überließ, erhielt er unter dem gleichen Datum diesen Besitz als Lehen vom Herzog zurück, für sich und seine Erben. Zu diesem Lehen gehörten auch die Bauerngüter der Ortschaft Zell.
Bei der Abspaltung der Herrschaft Hohenfreyberg etwa im Jahre 1410 kamen dann vermutlich zwei Güter an Friedrich von Freyberg-Eisenberg zu Hohenfreyberg, der Rest blieb seinen Brüdern Peter und Heinrich von Freyberg-Eisenberg. Bei einer weiteren Güterteilung 1467 unter den Söhnen Peters entstand noch die neue Herrschaft Freyberg-Eisenberg-Hopferau. Nun gab es in Zell drei Grundherrschaften:
1. Freyberg-Eisenberg mit zwei Gütern (der Hof des Bärtlin Schuller und der der Brechtlerin)
2. Freyberg-Eisenberg-Hohenfreyberg (zwei Höfe)
3. Freyberg-Eisenberg-Hopferau (ein Hof des Spies und des Wilhalm sowie der des Jörg Berchtol(d) und des Doman Täschler. Beide Anwesen kamen später wieder zur Herrschaft Freyberg-Eisenberg.)

Dies führte bisweilen zu komplizierten Verhältnissen in Zell: Wenn beispielsweise ein Mädchen aus einem Hof der Herrschaft Freyberg-Eisenberg in ein Anwesen der Herrschaft Freyberg-Eisenberg-Hohenfreyberg heiratete, musste die Frau sich der Leibeigenschaft entledigen und an den bisherigen Grundherrn für ihr „außer Landes“ gebrachtes Vermögen den „Abzug“ bezahlen.
Differenzen zwischen den eisenbergischen und hohenfreybergischen Untertanen gab es u. a. immer wieder wegen der Weiderechte in der „Breiten Wies“, ein sehr großes Grundstück unterhalb der heutigen „Schlossbergalm“. Diese Wiese bewirtschaftete vor der ersten Herrschaftsteilung der Schlossbergbauer, damals als Inhaber des eisenbergischen Bauhofes. Bei der Abspaltung der Herrschaft Hohenfreyberg wurde offenbar das Weiderecht auf der Breiten Wies nicht eindeutig geregelt. Deshalb war 1692 der hohenfreybergische Amtmann Franz Hacker in Zell („beim Wiedemann“) der Meinung, dass auch hohenfreybergische Bauern dort Triebrechte hätten.

## Pfarrei Zell
Im Vertrag von 1382, mit dem Bertold von Hohenegg seine Herrschaft dem Herzog Leopold überließ, wird noch keine Kirche in Eisenberg erwähnt. Die Untertanen mussten teilweise einen über zweistündigen Fußmarsch zur Hopfener Pfarrkirche antreten, wenn sie den  Gottesdienst besuchen wollten. Das war vor allem im Winter sehr beschwerlich. Deshalb versuchten die Freyberger (als Nachfolger der Hohenegger) eine eigene Pfarrei Zell zu begründen. Sie müssen als Stifter der Kirche St. Moritz angesehen werden. Der Bau des Gotteshauses ist sicher vor 1460 erfolgt, denn in diesem Jahr genehmigte der Augsburger Bischof Peter eine Stiftung des Hopfener Pfarrers Konrad Binwang für den Unterhalt eines eigenen „Cooperators“ (Hilfsgeistlichen) in Zell. Damit wurde Zell eine Kuratie der Pfarrei Hopfen. Als erster Kurat wird aber erst 1549 ein Ubaldus Keller genannt. Ein weiterer Schritt in Richtung einer selbständigen Pfarrei war das Jahr 1626, als Bischof Heinrich Bestattungen im Friedhof um St. Moritz genehmigte. Trotzdem dauerte es noch lange, bis 1787 durch ein Ordinariatsdekret die Kuratie Zell zu einer selbständigen Pfarrei erhoben wurde. Nun durften sich die Geistlichen in Zell mit Fug und Recht als Pfarrer bezeichnen.

## Hausnamen
| Anwesen des alten Ortskerns                                 |                 |                                                      |
| 1.                                                          | Dorfstraße 7    | „Gabler“                                             |
| 2.                                                          | Dorfstraße 9    | „Seidemann“ – „Großer Brenner“ – „Hauptkössel“       |
| 3.                                                          | Dorfstraße 12   | „Heiland“ – „Burgenmuseum“                           |
| 4.                                                          | Dorfstraße 13   | „Bäcker“ – „Hipp“                                    |
| 5.                                                          | Dorfstraße 15   | „Bickel“ – „Wiedemann“                               |
| 6.                                                          | Dorfstraße 17   | „Nuschele“                                           |
| 7.                                                          | Dorfstraße 19   | „Seffel“                                             |
| 8.                                                          | Dorfstraße 20   | „Daumeler“                                           |
| 9.                                                          | Dorfstraße 23   | „Holl“ – „Kössel“                                    |
| 10.                                                         | Dorfstraße 25   | „Bäuerle“                                            |
| 11.                                                         | Dorfstraße 27   | „Isaak“ – „Wagner“                                   |
| 12.                                                         | Burgweg 2       | „Keller“ – „Mayr“ – „Lang“                           |
| Anwesen auf eisenbergischem Hofgut                          |                 |                                                      |
| 13.                                                         | Kirchweg 2      | „Pfarrhof“                                           |
| 14.                                                         | (abgegangen)    | „Mesmer“                                             |
| 15.                                                         | Kirchweg 3      | „Nigg“ – „Friedl“                                    |
| 16.                                                         | Dorfstraße 4    | „Bärler“                                             |
| 17.                                                         | Burgweg 8       | „Bruner“ – „Städele“ (1792)                          |
| Anwesen mit einer Entstehungszeit zwischen 1800 und 1945    |                 |                                                      |
| 18.                                                         | Schulweg 4      | alte „Schule“ – „Reng“ (1818)                        |
| 19.                                                         | Dorfstraße 3    | „Schlossbauer“ (1835)                                |
| 20.                                                         | Burgweg 4       | „Heilands Hans“ – „Härtle“ – „Haus Burgwache“ (1847) |
| 21.                                                         | Burgweg 3       | „Santeler“ (1866)                                    |
| 22.                                                         | Schulweg 1      | „Weiß“ (1871)                                        |
| 23.                                                         | Dorfstraße 18   | „Käsküche“ – „Fichtl“ (1883)                         |
| 24.                                                         | Zeller Straße 1 | „Wegmacher“ (1885)                                   |
| 25.                                                         | Dorfstraße 5    | „Settele“ (1927)                                     |
| Anwesen mit einer Entstehungszeit nach 1945 (unvollständig) |                 |                                                      |
|                                                             | Angerweg 1      | „Sommer“ (2013)                                      |

## Flur

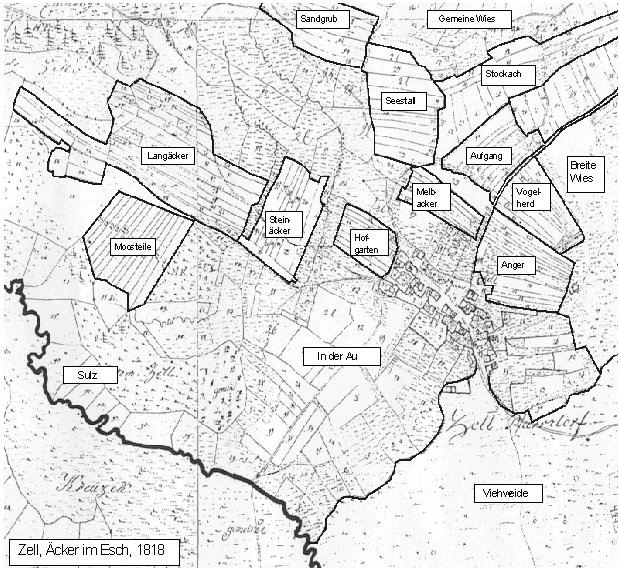
Das Esch von Zell

Die Flur von Zell gliedert sich in die Waldungen am nördlichen Schlossberg, in das Esch um die Ortschaft und in die Allmende südlich der heutigen Kreisstraße OAL 2. Größere Ackerflächen im Esch waren die Langäcker, die Steinäcker, die Sandgrub, der Seestall, das Stockach, der Aufgang, die Melbäcker und der Hofgarten. Aus ehemals herrschaftlichem Besitz herausgebrochen waren die Äcker im Vogelherd und die im Anger.
In der Au lagen einmähdige Wiesen, ebenso in der Sulz. Torf wurde in den Moosteilen gestochen.

## Lage der Flurstücke
Die Lage der einzelnen Flurstücke:
Langäcker⊙
Steinäcker
⊙
Sandgrub ⊙
Seestall
⊙
Aufgang
⊙
Melbacker
⊙
Hofgarten
⊙
Vogelherd
⊙
Anger
⊙
Au
⊙
Sulz
⊙
Moosteile
⊙

## Molkerei Zell

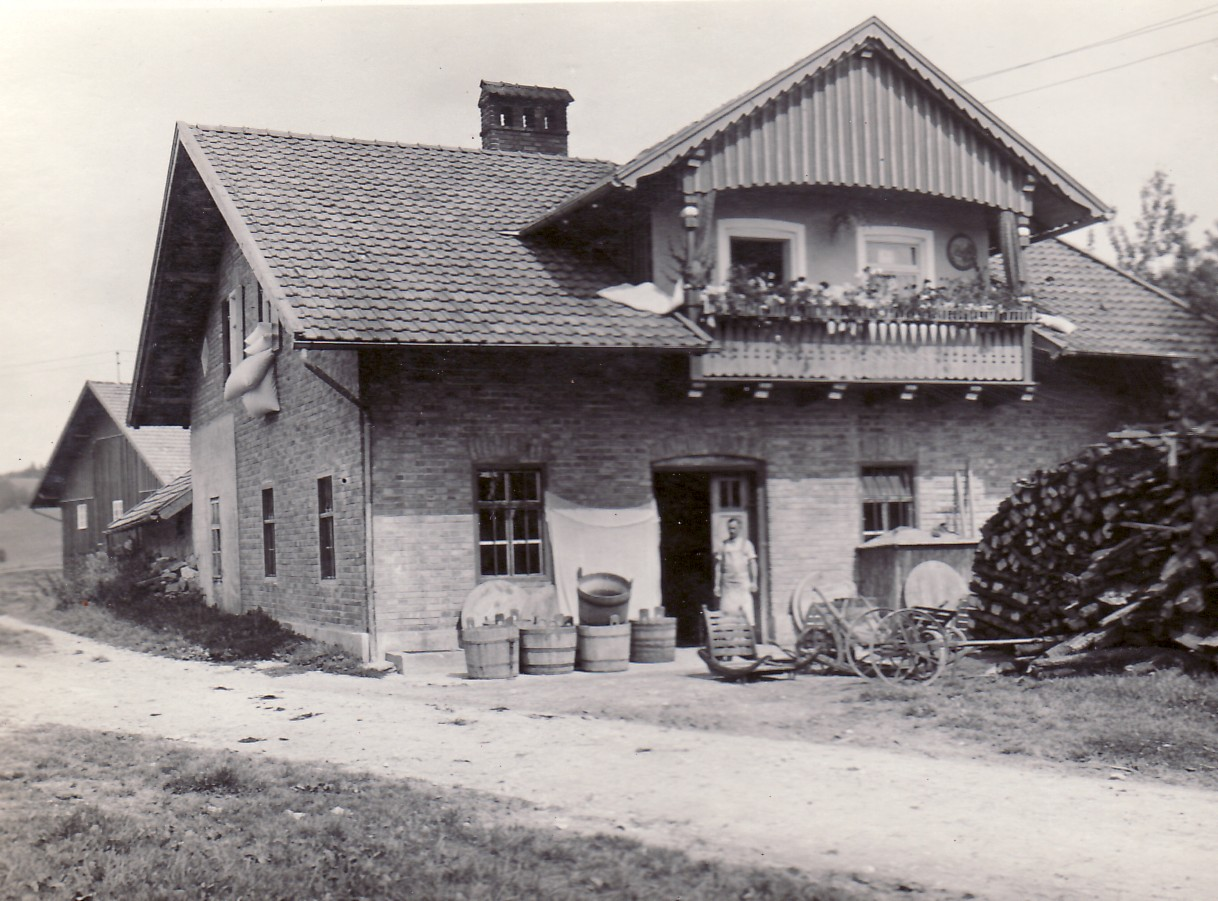
Die Käsküche in Zell, 1930

Nach der Einführung der Milchwirtschaft im Allgäu durch Carl Hirnbein entstand auch in Zell eine sogenannte Hauskäserei. Ab etwa 1850 wurde im Keller des Anwesens „beim Bickl“ Emmentaler hergestellt, später im Anwesen „beim Sefl“. Die Produktion erfolgte damals nur im Winter, weil die Bauern im Frühjahr ihr Vieh verkauften und sich erst vor Einbruch der kalten Jahreszeit – vorzüglich auf dem Markt im tirolischen Imst – mit neuen Tieren eindeckten.
Ungefähr 1870 beschloss eine damals „wilde Genossenschaft“ aus Zeller Landwirten den Bau einer Molkerei. Sie wurde vor dem Anwesen „beim Daumeler“ errichtet, dessen Besitzer den Boden dazu stiftete. 1934 ist der unorganisierte Verein als Molkereigenossenschaft Zell beim Registergericht eingetragen worden.
Obwohl die Milchliefermenge der Zeller Bauern zuletzt nicht weniger als 602.257 l betrug, war eine eigenständige Molkerei nicht mehr rentabel genug. 1967 beschloss eine Generalversammlung die Liquidation der Genossenschaft und den Beitritt zur Milchverwertung Ostallgäu in Rückholz.

## Denkmäler

### Pestfriedhof

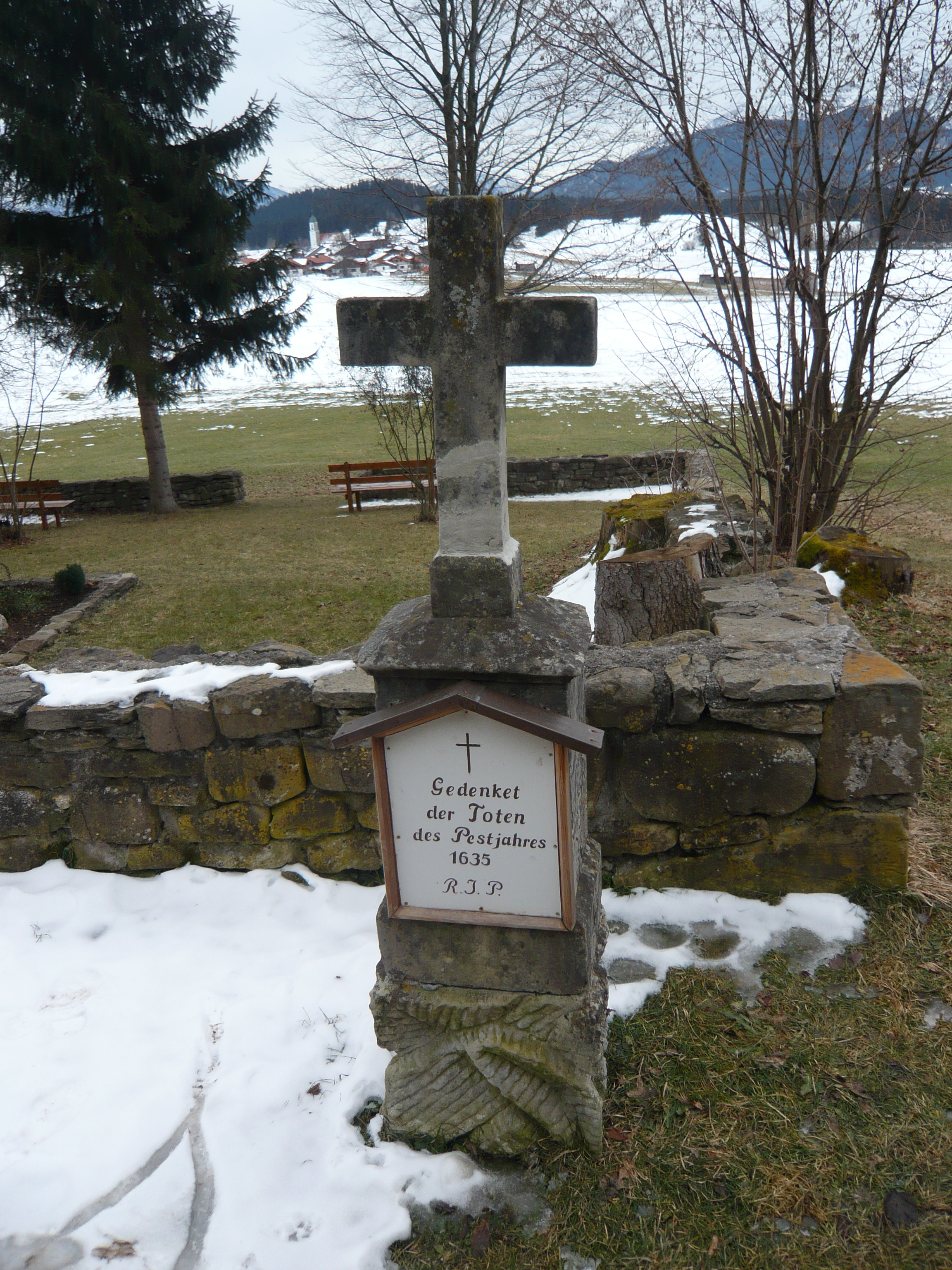
Pestfriedhof in Zell

An der Straße nach Schweinegg liegt außerhalb von Zell ein durch eine Bruchsteinmauer eingefriedeter Platz mit drei Kreuzen. Das mittlere Holzkreuz wird von zwei Steinen mit schmiedeeisernen Kreuzen eingerahmt. Es sind wohl Grabdenkmäler, die aus dem Friedhof später hierher versetzt wurden. Der Tradition nach handelt es sich hier um einen Pestfriedhof, der wohl um 1635 angelegt wurde. Damals starben im benachbarten Pfronten rund 55 % aller Bewohner.

### Bildstock

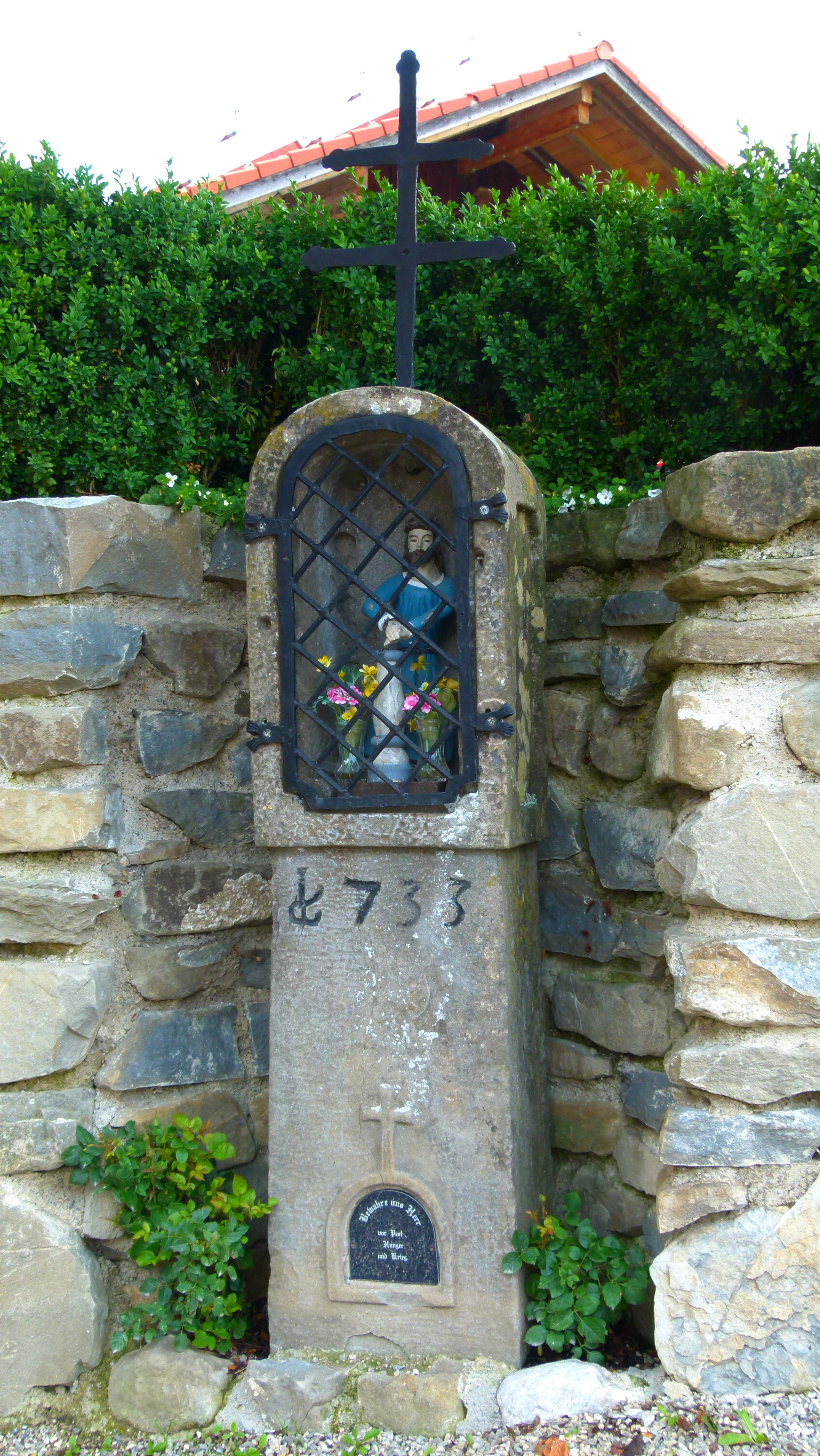
Bildstock in Zell

Beim Anwesen Burgweg 8 befindet sich ein alter Bildstock, der die Jahreszahl 1733 trägt. Auf den 125 cm hohen Stein ist ein Patriarchenkreuz aufgesetzt. In der vergitterten Nische steht das Gnadenbild des Gegeißelten Heilands auf der Wies.
Auf einem alten Tafelbild (anfangs 18. Jahrhundert), das die (rekonstruierte) Burg Eisenberg und mit dem Burgberg und einen Teil von Zell darstellt, ist östlichen des Ortes im Feld ein Stein mit Kreuz dargestellt, in der Legende als „bilt-Saul“ bezeichnet. Dabei könnte es sich um diesen Bildstock handeln, weil das Anwesen Burgweg 8 damals noch nicht bestand.

### Grabmäler

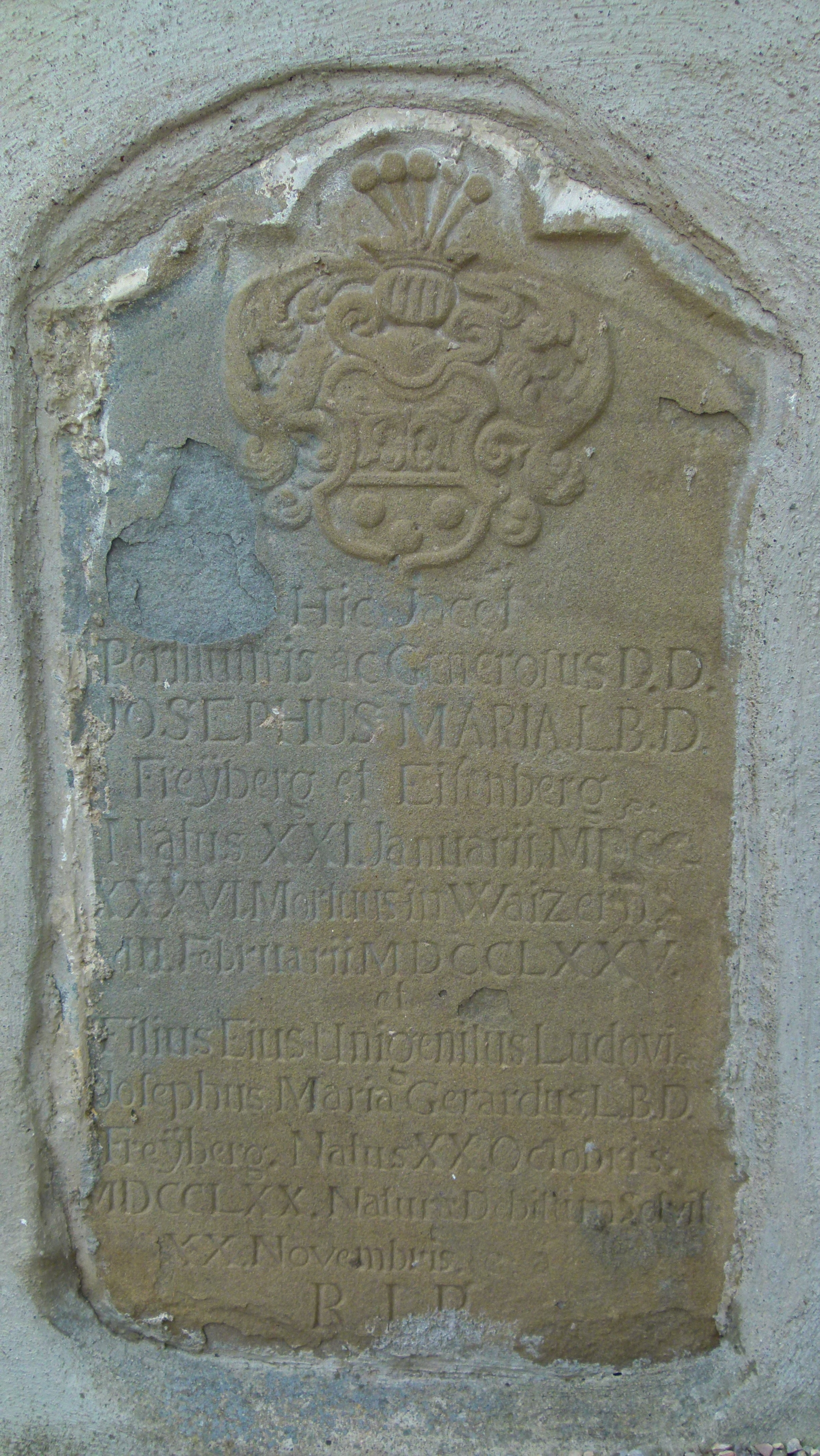
Grabmal für Joseph von Freyberg-Eisenberg

Im Friedhof und an der Pfarrkirche finden sich eine Reihe von eingemauerten historischen Grabsteinen.
- am südlichen Vorzeichen der Kirche:

- Grabmal des Kuraten Georg Gom (links)
DER HÜRT BEY DEN SHAF
FEN O EIN GUETTER HÜRT
R. D: GEORGIUS GOM  PFAR
RER IN ZELL 26 JAHR LA
NG GEBOHREN ANNO 1676
GESTORBEN ANNO 1729
GOTT GEBE IHM UND
IHNEN DEN FRIDEN
- Grabmal des Matthias Holzmann (rechts)
Hier ruhet
der ehrengeachtete
Matthias Holzmann
Müllermeister u. Gemeinde[vorsteher?]
in Oberreuthe
geb. 18. Febr. 1810
gest. 21. Jan. 1854
Du Theurer hast nun ausgelitten
Und sankst so früh ins stille Grab
Der Schöpfer liess sich nicht erbitten
Der Dir ein bess´res Leben gab
R I P
- an der Westmauer des südlichen Friedhofs:

- Grabmal für Joseph von Freyberg und seinen Sohn (ganz rechts)
Hic Jacet
Perillustris ac Generosus D D
JOSEPHUS MARIA L B D
Freyberg et Eisenberg
Natus XXI Januarii MDCC
XXXVII Mortuus in Waizern
III Februarii MDCCLXXV
et
Filius Eius Unigenitus Ludovi
Josephus Maria Gerardus L B D
Freyberg. Natus XX Octobris
MDCCLXX Natum Debitum solvit
XX Novembris
R I P
- Grabmal für Kurat Anton Mayr
HIER ...... DER
HIRTE DER SHAFEN
DER HOCGELERTER
HER HER ANTONI
MAIR  GEWESTER
PARHER ALHIE
- Grabmal für Maria Anna Koneberg
Hier Ruth
Maria Anna Konnbeg
Ohl Miller
Gebohrenne Bairhof von [?]
Eisenburg
Starb als wochnerin 14. Junij 33
Im 34. Lebes Jahre
R J B
- Grabmal für Georg Vogler
Hier ruhet
Georg Vogler
Gemeindevorsteher
70 Jahre alt, starb
an der Auszehrung
den 25 Juny 1825
- Grabmal für Franz Joseph Koneberg
Hier [ruht]
F. Joseph Konneberg
Ohlmüller von Eisenburg
gebohren
gestorben 28. November 1854
Sanft ruh der gutte Mann
Als Bürger Vater Christ
Hat er getreu gethan
Was recht und edel ist.
R I P

## Zell heute
Früher wurde Zell als größter Ort mit der Pfarrkirche als Mittelpunkt der Gemeinde Eisenberg angesehen, obwohl er am westlichen Rand des Gemeindegebietes lag. Mit der Einrichtung einer Gemeindekanzlei im zentraler gelegenen Ortsteil Pröbsten (seit 1979: Eisenberg) hat sich die Bedeutung etwas verlagert. Nach der Schließung eines Dorfladens, einer Niederlage der Baywa und einer Bankfiliale ist Zell nun zum reinen Wohnort geworden. Durch die Ausweisung neuer Baugebiete und die Ansiedlung von Neubürgern hat sich die Zahl der Häuser jedoch seit 30 Jahren mehr als vervierfacht. Neben der Landwirtschaft mit zwei Vollerwerbsbetrieben spielt nur noch der Tourismus eine Rolle. Dazu stehen Zimmer und Ferienwohnungen und ein großes Hotel zur Verfügung.
An öffentlichen Einrichtungen befinden sich in Zell nun ein Stützpunkt der Freiwilligen Feuerwehr, ein Kindergarten und das Burgenmuseum. Der Schützenverein Freyberg-Eisenberg hat hier sein Vereinsheim.

## Persönlichkeiten
- Erwin Hipp (1928–2012), Orthopäde und Hochschullehrer
- Bertold Pölcher (1941–2023), Heimatforscher